# Bągart (gromada)
Bągart – dawna gromada, czyli najmniejsza jednostka podziału terytorialnego Polskiej Rzeczypospolitej Ludowej w latach 1954–1972.
Gromady, z gromadzkimi radami narodowymi (GRN) jako organami władzy najniższego stopnia na wsi, funkcjonowały od reformy reorganizującej administrację wiejską przeprowadzonej jesienią 1954 do momentu ich zniesienia z dniem 1 stycznia 1973, tym samym wypierając organizację gminną w latach 1954–1972.
Gromadę Bągart z siedzibą GRN w Bągarcie utworzono – jako jedną z 8759 gromad na obszarze Polski – w powiecie sztumskim w woj. gdańskim na mocy uchwały nr 24/III/54 WRN w Gdańsku z dnia 5 października 1954. W skład jednostki weszły obszary dotychczasowych gromad Nowiec i Bruk ze zniesionej gminy Dzierzgoń, obszar dotychczasowej gromady Bągart i przysiółek Spalonki z dotychczasowej gromady Jasna oraz nieregulowane grunty wsi Brudzędy Wielkie i Brudzędy Małe o powierzchni 138,16 ha (według planu regulacji gruntów z roku 1952) z dotychczasowej gromady Brudzędy ze zniesionej gminy Jasna, a także obszar o powierzchni 168,78 ha z miasta Dzierzgoń (położony między granicą dotychczasowej gromady Nowiec a granicą województwa olsztyńskiego) – w tymże powiecie. Dla gromady ustalono 10 członków gromadzkiej rady narodowej.
1 stycznia 1958 gromadę zniesiono, a jej obszar włączono do nowo utworzonej gromady Dzierzgoń w tymże powiecie.